# Fernando Caruncho
Fernando Caruncho (* 6. September 1957 in Madrid) ist ein katalanischer Landschafts- und Gartenarchitekt. Es selbst bezeichnet sich stets als Gärtner.

## Leben
1975 begann er ein Philosophiestudium an der Universidad Autónoma de Madrid. Er fand jedoch keine Verbindung zwischen der Wissenschaft und der "erschreckenden kalten Ruine" der Welt des 20. Jahrhunderts und erwog, das Studium aufzugeben.
In einem Seminar über Euripides erfuhr er, dass die griechische Philosophie mit Gärten und der Natur verbunden war. Seit 1978 verband er daher das Studium der Vorsokratiker mit der Anlage von Gärten: er gestaltete er den Garten seines Onkels (das Haus war von dem Architekten Richard Neutra entworfen). Als Vorbild für den Garten diente der Garten von Prinz Hachijō Toshihito in Katsura, der dieselben Dimensionen hatte. Der minimalistische geometrische Garten aus Wasser und Stein wurde in der Zeitschrift Vogue besprochen, was Caruncho bekannt machte. Danach lernte er an der Castillo-de-Batres-Schule in Madrid Gartengestaltung.
Unter den Philosophen, die ihn beeinflussten, nennt Caruncho Descartes und Goethe. Rousseau lehnt er ab.

## Werk
Grundlage seiner Gartengestaltung ist die Geometrie, Grundgestalt seines Denkens die Verwandlung. Während er in der Schule immer schlecht in Geometrie war, fand er in der Philosophie von Pythagoras und einfachen geometrischen Formen eine Hilfe, Raum zu bewältigen und in seinen Gärten zu evozieren. Caruncho sieht Geometrie als eine ererbte, nicht erlernte Methode, "a maternal language, ancient and forgotten, essential". Er bezeichnet das Gitter als sein Fischernetz, das er in den Raum wirft, um damit die erstaunlichsten Schätze vom Meeresboden zu fischen: "Seesterne, Schnecken, riesige Tintenfische und halbmenschliche Formen". Der Goldene Schnitt ist die Grundlage aller seiner Anlagen.
Caruncho versucht nach eigenen Angaben in seinen Gärten durch einfache, formal arrangierte Anlagen "das Licht einzufangen". Für spanische Gärten sei es zentral, wie sie mit Licht umgingen. Ein Garten solle ein Spiegel des Universums sein, und Ordnung und Gleichgewicht ausdrücken.
Caroncho sieht die antiken Griechen als die geistigen Ahnen der "Indoeuropäer". Von den Vorsokratikern lernte er nach eigenen Angaben, die grundsätzlichen Bausteine des Universums zu untersuchen, die "mythisch-spirituelle Beziehung zwischen Mensch und Universum" und die Möglichkeit, den Menschlichen Geist zu wandeln.
Caronchus Vorbilder sind Luis Barragán, Tadao Ando und der estnische Stadtplaner Louis Kahn. Er ist auch vom Werk des Frührenaissance-Malers Piero della Francesca und dessen Besessenheit mit Geometrie beeinflusst, ebenso wie von gotischen Kirchenfenstern. Die englische Schule der "unnatürlich natürlichen" Landschaftsgärten von Capability Brown lehnt er ebenso ab wie die "geschmackvollen und langweiligen" Landhausgärten in Nachahmung von Gertrude Jekyll. Als Lieblingsgärten nennt er Vaux-le-Vicomte, die Boboli-Gärten des Palazzo Pitti der Medici und die Gärten der Alhambra, also alles formal gestaltete Anlagen.
Caruncho arbeitet vor allem im nordwestlichen Mittelmeerraum. Die Toscana. und das antike Griechenland bezeichnet er als seine geistige Heimat. Seine Arbeiten bauen auf einfachen geometrischen Grundformen auf, die durch Blockbepflanzung hervorgehoben werden. Oft verwendet er den Goldenen Schnitt als Raster. Auch seine Teichanlagen und Springbrunnen sind meist rechteckig gestaltet. Obwohl sich Caruncho als Gärtner bezeichnet, arbeitet er nur mit einer sehr eingeschränkten Palette von Pflanzen, die er, wie Burle-Marx, flächenhaft, nicht als Einzelpflanzen behandelt. Auch wenn er Nutzpflanzen einsetzt, steht ihr dekorativer Aspekt im Vordergrund.

### Gärten
- Sein Privatgarten Casa Caruncho in Madrid (1988–1989). Das einstöckige Gebäude ist in einem erdigen Orange gehalten.
- Terraza de los Laureles im Real Jardín Botánico de Madrid
- Landgut Mas des Voltes im Ampurdán bei Girona (1995–1997)
- Garten der spanischen Botschaft in Tokio
- S’agaro an der Costa Brava.
- Garten des mexikanischen Architekten Ricardo Legoretta, einem Schüler Barragáns, im Flynn Circle, Boca Raton, Florida  1998[22]. Ein runder Teich kontrastiert hier mit einem weißen kubistischen Haus.
- Casa del Agua, Peloponnes
- Kohimarama Beach, New Zealand
- Sheibani-Garten, England

Im Mas des Voltes bei Empordà verwendete Caruncho Weizenfelder, Ölbäume und Zypressen als Bestandteil des Parks, der auf einem rechteckigen Gitter aufbaut. Caruncho sieht ihn als archetypischen Garten, der auf der mediterranen Trias von Weizen, Wein und Ölbäumen beruht. Rechteckige Karpfenteiche gehen auf die Tradition mittelalterlicher Zisterzienser-Klöster zurück, ihre kreuzförmige Anordnung erinnert jedoch an den persischen Tschahār Bāgh. Im Obstgarten wachsen Kirschen, Apfelbäume, Granatäpfel, Feigen und Wein. Ein runder Teich enthält Wasserlilien. Auch wenn Caruncho behauptet, er stelle eine "jahrtausendealte Kulturlandschaft wieder her", griff er stark in die Landschaft ein. Da der Ackerboden des ehemaligen traditionellen Bauernhofs "erschöpft" war, ließ er 5250m3 von außerhalb herangekarrte Erde aufschütten. Zahlreiche außereuropäische Pflanzen wie Bambus wurden gepflanzt. Für die dekorativen Weizenfelder verwendete Caruncho moderne Sorten, in denen Wildkräuter mit Herbiziden abgetötet werden. Blumen seien in diesem Garten fehl am Platz, wer Blumen wolle, solle Sissinghurst besuchen.